# 惡客
《恶客》（英語：The Angry Guest）是由張徹执导，并与姜大卫、狄龙等領銜主演的香港電影。该电影是《拳击》之后发生的故事，该影片主要讲述山口组想把范氏兄弟收入麾下于是用了很多的手段，但是却没有成功的故事。

## 劇情簡介
之前入狱的强人，通过一些手段越狱了，而越狱后的他，自然是决定复仇。
于是他先是杀死了范汶烈的母亲，然后又夺走了范汶烈的未婚妻，随后他又到了自己的上司，也就是日本黑帮的山口组那里，并决定依靠黑帮来帮助自己复仇。
而黑帮的首领却想将范汶烈兄弟收为自己的部下，但是由于范汶烈兄弟不肯这么做，所以黑帮首领于是决定用一些方式来逼迫他们加入日本的山口组。
然而，范汶烈兄弟却依靠着自己的努力，多次破坏了山口组的阴谋诡计，并且强人也死在了与范汶烈的战斗中。

## 演员表
- 姜大卫
- 狄龙
- 井莉
- 仓田保昭
- 陈星
- 何柏光
- 岑潜波
- 伍元勳
- 刘俊辉
- 江全
- 卢慧
- 黄梅
- 黎恩
- 徐建华
- 杨柏尘
- 戚毅雄
- 张彻
- 杨斯
- 解元
- 郑康业
- 任世官
- 顾秋琴
- 冯克安
- 金琪珠
- 山怪
- 曾楚霖[2]

## 備註
1. ↑  .   [2021-12-23]. （原始内容存档于2021-12-23）.
2. ↑  .   [2021-12-23]. （原始内容存档于2022-03-23）.

## 相關連結
- 豆瓣链接 （页面存档备份，存于）
- 互联网电影数据库（IMDb）上《恶客》的资料（英文）
- 香港影庫上《恶客》的資料（繁體中文）
- 1905电影网链接 （页面存档备份，存于）